# ترافیک وب

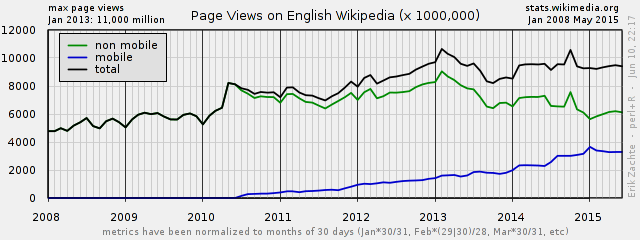
نمودار تعداد بازدید کنندگان ویکی پدیا سال 2008 میلادی

ترافیک وب (به انگلیسی: Web traffic) یا شُدآمد وب  میزان داده‌هایی است که توسط بازدیدکنندگان یک وب‌گاه ارسال و دریافت می‌شود. از اواسط دههٔ ۱۹۹۰، شدآمد وب بخش اعظم ترافیک اینترنت را تشکیل داده‌است. شدآمد وب از طریق شمار بازدیدکنندگان و شمار صفحاتی که از آن‌ها بازدید می‌کنند، تعیین می‌شود. وب‌گاه‌ها معمولاً بر آمدوشد ورودی و خروجی خود نظارت می‌کنند تا بدانند که کدام بخش‌ها یا صفحات محبوب‌ترند و اینکه آیا روند ظاهری خاصی، مثلاً بازدید از یک صفحهٔ خاص توسط مردم کشوری مشخص، وجود دارد یا خیر. راه‌های زیادی برای نظارت بر شدآمد وب وجود دارد و اطلاعات گردآوری شده برای کمک به ساختاربندی وب‌گاه، برجسته‌ کردن مشکلات امنیتی یا نشان دادن کمبود احتمالی پهنای باند به کار می‌رود.
زیاد بودن ترافیک وب همیشه خوب نیست؛ ممکن است یک وب‌گاه با استفاده از طرح‌های تبلیغاتی در ازای پرداخت پول توانسته باشد ترافیک وب (بازدیدکننده) را افزایش دهد. همچنین ممکن است وب‌گاه‌ها از طریق قرار گرفتن در موتورهای جستجو و بهینه‌سازی موتور جستجو ترافیک خود را افزایش دهند.

## آنالیز وب
آنالیز وب به اندازه‌گیری رفتار بازدیدکنندگان وب‌گاه گفته می‌شود. در زمینه تجارت بررسی‌ها به این منظور است که مشخص کنند کدام جنبه‌های وب‌گاه در راستای بازاریابی اینترنتی کار می‌کنند؛ برای مثال کدام صفحات مردم را به خرید کردن بیشتر تشویق می‌کند.